# 渓和
渓和（けいわ）は、北海道上川地方の上川郡下川町にある地名である。郵便番号は098-1214である。

## 地理
下川町の南東部に位置する。地域は農地、山林として利用されている。東は一の橋、南は班渓、西は三の橋、班渓、北は三の橋、二の橋に接する。

### 河川
- 下川ペンケ川

## 歴史
公区（行政区）は、三和公区を含む。ペンケ川沿いはペンケヌカナン御料地と呼ばれ、1907年ごろより入殖が始まった。高台の清和地区は戦後開拓により拓かれた。農林地帯として発展している。

### 地名の由来
旧公区名（渓和公区）に由来する。公区名は旧渓和小学校に由来し、地区内を流れるペンケ川（渓）と、高台の地区名「清和」（和）による。

### 沿革
- 1924年（大正13年）1月1日 - 下川村分村に伴い、11字が設置される。
- 1949年（昭和24年） - 戦後開拓の国有地への入殖に伴い「字ペンケ」が新設される。
- 1984年（昭和59年）4月1日 - 従来の字を改正し、渓和が設置される。

### 町名の変遷
| 実施後 | 実施年月日   | 実施前（字名）                                                                                               |
| ------ | ------------ | --- |
| 渓和   | 1984年4月1日 | ペンケの全部、名寄原野、名寄、上名寄原野、上名寄、名寄太原野、パンケヌカナン原野、ペンケヌカナン原野の各一部 |

## 交通

### 道路
- 北海道道354号ペンケ下川停車場線

## 施設
- 渓和生活改善センター
- 渓和小学校（廃校）
  - 1952年（昭和27年）9月10日 - 下川町立渓和小学校開校
  - 1971年（昭和46年）4月1日 - 下川町立下川小学校渓和分教室となる
  - 1972年（昭和47年）3月31日 - 分教室閉鎖